# Pescarolo Sport

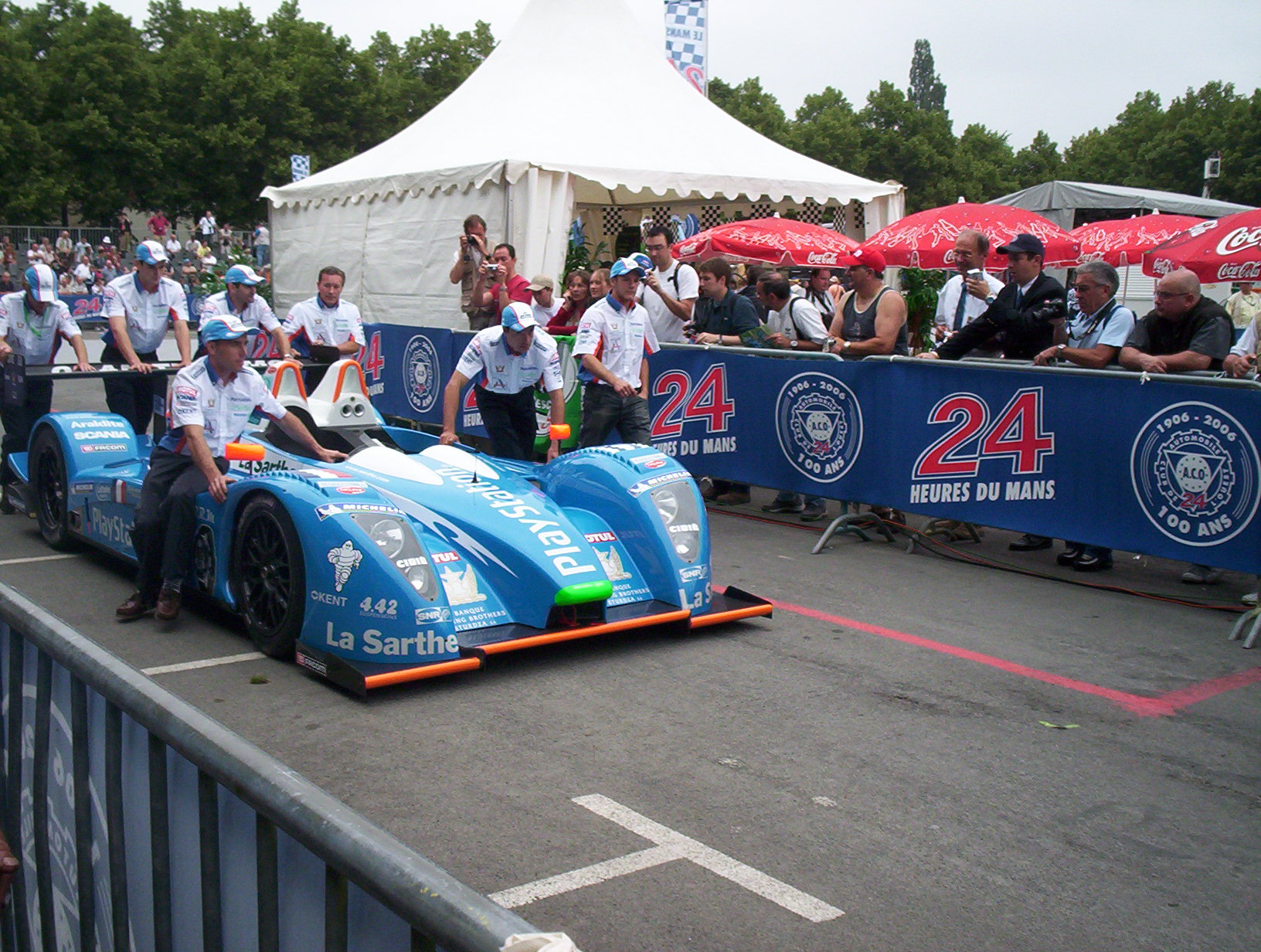
Pescarolo en las 24 Horas de Le Mans de 2007.

Pescarolo Sport (inicialmente Pescarolo Promotion Racing Team, a partir de 2011 Pescarolo Team) fue un equipo de automovilismo de velocidad fundado por Henri Pescarolo con sede en Le Mans, Francia. Compitió en sport prototipos con gran éxito en Europa.
Henri Pescarolo, piloto oficial de Porsche hasta 1993, se unió al equipo Courage en 1994. En 1999 decidió formar su propio equipo, Pescarolo Sport. Usando un Courage C50 (el equipo Courage usó los C52) equipado con motor Porsche y pilotado por él mismo, Michel Ferté y Patrice Gay, Pescarolo noveno en las 24 Horas de Le Mans de ese año. En 2000 ádoptó un C52 y motores turboalimentado de Peugeot, y llegó cuatro por detrás de los tres Audi oficiales. Además, arribó séptimo en los 5000 km de Silverstone de la American Le Mans Series.
Pescarolo compró dos Courage C60 para 2001; uno llegó 13.º en Le Mans y el otro abandonó. Ese mismo año, Pescarolo disputó tres fechas de la European Le Mans Series, donde ganó una y arribó cuarto en otra, y ganó en la fecha de Magny-Cours en el Campeonato de la FIA de Sport Prototipos. En 2002, uno de los Courage C60 de Pescarolo llegó 10.º en las 24 horas de Le Mans y el otro se retiró. Además, ganó dos carreras y subió al podio en cuatro de seis del Campeonato de la FIA de Sport Prototipos, con lo que fue subcampeón de equipos de la clase principal. Los Courage C60 de Pescarolo arribaron 8.º y 9.º en las 24 horas de Le Mans 2003, justo detrás del inscrito por el propio constructor. Ese mismo año, Pescarolo ganó dos carreras y fue segundo en otra del Campeonato de la FIA de Sport Prototipos, y llegó segundo en los 1000 km de Le Mans, la carrera antesala de la Le Mans Series que se estrenaría en 2004.
Pescarolo fue modificando los Courage C60 a lo largo de los años hasta tal punto que a partir de 2004 ellos pasaron a llamarse Pescarolo C60; al mismo tiempo se adoptaron motores Judd. Uno llegó cuarto en las 24 horas de Le Mans, detrás de los tres Audi oficiales y el otro abandonó. Además, en tres de las cuatro carreras de la Le Mans Series compitió uno - llegó cuarto en Monza y quinto en Nürburgring. En 2005, uno de los Pescarolo llegó segundo en las 24 horas de Le Mans, mientras que el otro abandonó. El equipo obtuvo el título de equipos de la Le Mans Series con dos victorias y un segundo puesto en cinco fechas. En 2006 ganaron las cinco carreras y el campeonato, a la vez que arribaron en segunda posición en Le Mans.
Debido al cambio de reglamento en 2007, Pescarolo lanzó un modelo nuevo, el Pescarolo 01, con chasis nuevo y carrocería basada en la del C60. Además de correr con él, también vendió el modelo a otros equipos. Uno de los oficiales fue tercero en las 24 horas de Le Mans y otro 13.º, en tanto que el de Rollcentre finalizó cuarto. En la Le Mans Series, Pescarolo debió enfrentar la llegada de Peugeot como equipo oficial y fue subcampeón con cuatro podios en seis carreras pero ninguna victoria, a la vez que Rollecetre quedó en cuarto lugar. En 2008, uno de los Pescarolo oficiales terminó séptimo, por detrás de los Diesel de Audi y Peugeot, con ventaja reglamentaria. Lo mismo ocuriió en la Le Mans Series: Audi y Peugeot dominaron y los automóviles de Pescarolo quedaron en la 6.ª y 8.ª colocación final con un podio cada uno, detrás también del Lola-Aston Martin gasolina de Charouz.
Pescarolo corrió las 24 horas de Le Mans de 2009 con dos automóviles distintos: un Pescarolo 01, que llegó octavo, y un Peugeot 908 HDI FAP idéntico a los oficiales, que abandonó. El equipo ganó una carrera y llegó segundo en otras dos de la Le Mans Series, pero abandonos en las dos restantes le significaron resultar subcampeón. El equipo tuvo problemas económicos en 2010 y cerró, de manera que se ausentaron de las competencias y el desarrollo del Pescarolo 01 quedó en manos de Oak, uno de los clientes del modelo.
Jacques Nicolet y Joël Rivière, dueños de los equipos Oak y Prestige respectivamente, compraron los bienes del equipo rematados y se los devolvieron a Henri Pescarolo para que este reflote el equipo en 2011. El equipo francés contrató a Emmanuel Collard, Julien Jousse y Christophe Tinseau para disputar la Le Mans Series con un Pescarolo 01. Obtuvieron el título de pilotos de la clase LMP1 de la con dos victorias, pero perdieron el campeonato de equipo por un punto. Además clasificó noveno a las 24 Horas de Le Mans, pero abandonó en carrera.
En 2012, Pescarolo resultó sexto absoluto en las 12 Horas de Sebring del nuevo Campeonato Mundial de Resistencia con un Pescarolo 01, pilotado por Collard, Jousse y Jean-Christophe Boullion. Luego disputó las 24 Horas de Le Mans con el nuevo Pescarolo 03, aunque abandonó a las dos horas de carrera. En paralelo, realizó un programa en colaboración con la empresa japonesa Dome. Nicolas Minassian y Sébastien Bourdais llegaron retasados en las 6 Horas de Spa-Francorchamps, y en Le Mans abandonaron con Seiji Ara como tercer piloto.
El equipo no logró concretar planes para disputar las 24 Horas de Le Mans de 2013, y en 2014 se cerró definitivamente.
El 16 de febrero de 2023, Pescarolo anunció en sus redes sociales un proyecto de hypercar cliente para 2024 en conjunto con Peugeot. Sin embargo, esto no se llegó a materializar. Después de que el equipo dejase de publicar actualizaciones en las redes sociales, y a pesar de que los fans querían un regreso, se dice que el proyecto no llegó a prosperar debido a múltiples factores, como la falta de patrocinio y financiación; y la temporada irregular del Peugeot 9x8 en 2023, lo que desembocó en un paquete de mejoras de cara a 2024 entre las que destaca la adición de un alerón trasero. 